# Castro de Avelãs
Castro de Avelãs es una freguesia portuguesa del municipio de Braganza, con 13,87 km² de área y 483 habitantes (2001). Densidad: 34,8 hab/km².

## Historia
Esta fregesía se denominaba antiguamente como fregesía: São Bento de Castro de Avelãs. El 11 de diciembre de 1884 fue anexionada a efectos administrativos a la freguesia de Gostei, siendo posteriormente desanexionada por decreto de 8 de marzo de 1888.

## Patrimonio
Se puede visitar la Iglesia de Castro de Avelãs, se sabe además que hubo un monasterio de monjes benedictinos cuyas memorias se recuerdan en un arco a la entrada del pueblo.
- Datos: Q583991
- Multimedia: Castro de Avelãs / Q583991